# Inmigración alemana en Puerto Rico
A principios del siglo XIX, se dio una migración de familias de origen alemán hacia Puerto Rico y hacia otras partes de América. Hubo varios factores que contribuyeron a esta emigración hacia Puerto Rico. Durante esta época fueron muchos los hombres de negocio que se establecieron en el archipiélago puertorriqueño. Los principales factores que contribuyeron a esta inmigración fueron la situación política y económica de la Europa de principios del siglo XIX, y el hecho de que la Corona española decretó la Real Cédula de Gracia, la cual permitió la inmigración de personas de origen no-hispánico al país. Esto contribuyó a la llegada de cientos de familias alemanas a América y Puerto Rico en busca de una calidad de vida superior. 

## Temprana inmigración alemana
De acuerdo a la profesora Úrsula Acosta, los primeros inmigrantes de lengua alemana llegaron a Puerto Rico procedentes de Curaçao y Austria a principios del siglo XIX. Muchos de estos inmigrantes establecieron negocios en pueblos costeros como Fajardo, Arroyo, Ponce, Mayagüez, Cabo Rojo y Aguadilla. Una de las razones para que estos hombres de negocios se establecieran en Puerto Rico fue el hecho de que Alemania dependía en gran medida de Gran Bretaña para obtener productos tales como el tabaco, café y azúcar. Estableciendo negocios dedicados a la exportación e importación de estos y otros bienes, Alemania no tendría que pagar las altas tarifas que les imponían los ingleses. Sin embargo, no todos estos inmigrantes eran negociantes, algunos eran maestros, agricultores y obreros calificados.

## Situación europea en el siglo XIX

### Situación económica
Muchos cambios económicos y políticos sucedieron en Europa durante finales del siglo XVIII y principios del XIX que afectaron las vidas de millones de personas en ese continente. Uno de esos cambios sucedió con el advenimiento de la Segunda Revolución industrial. Muchas personas que trabajaban en fincas abandonaron sus hogares y se mudaron a grandes ciudades industrializadas con la esperanza de encontrar trabajos mejor pagados. Aquellos que continuaron su trabajo en el sector agrícola sufrieron las consecuencias de la pérdida generalizada de cosechas que vino como resultado de largos periodos de sequías y enfermedades, la epidemia del cólera y un deterioro general de la economía. El hambre y el desempleo aumentaron.

### Situación política
Europa también encaró una serie de movimientos revolucionarios conocidos como las Revoluciones Europeas de 1848 que estallaron en Sicilia y luego fueron impulsadas por la Revolución francesa de 1848. Pronto las revoluciones de 1848 estallaron en los estados alemanes dirigidas por el Parlamento Frankfurt. Con el fallo de esta "revolución" no-violenta, muchos alemanes llegaron a las Américas y Puerto Rico. La mayoría de estos inmigreantes vinieron de Alsacia-Lorena, Baden, Hesse, Rheinland y Württemberg.

## La Real Cédula de Gracias española
La Corona española había perdido la mayoría de sus posesiones en América. Dos de sus últimas colonias eran Puerto Rico y Cuba, quienes demandaban más autonomía y tenían poderosos movimientos independentistas. La Corona española decretó la Real Cédula de Gracias el 10 de agosto de 1815 con la intención de atraer pobladores europeos a estos países caribeños. El gobierno español, creyendo que los independentistas puertorriqueños y cubanos perderían popularidad, concedió tierras a los colonos alemanes, corsos, franceses e irlandeses a cambio de que estos juraran lealtad al gobierno español y obediencia a la Iglesia católica. Después de un periodo de cinco años recibieron su "Carta de Naturalización" que los convertía en súbditos de España.

## Influencia religiosa
En 1870, las Cortes Españolas aprobaron el "Acta de Culto Condicionado", una ley que buscaba garantizar el derecho a la libertad religiosa para todo aquel que deseara practicar otro culto cristiano que no fuera el católico. En 1872, en la ciudad de Ponce, se establece la Iglesia Anglicana inaugurándose un templo llamado "La Santísima Trinidad". Entre los fundadores estaba G.V. Wiecher, quien escribió al obispo anglicano en Antigua, W. W. Jackson, solicitando un sacerdote que hablara español para su iglesia. La iglesia está localizada en la Calle Marina y fue la primera iglesia no-católica en una colonia española, hoy es una atracción turística. 
Albert y Betty Ostrom, comenzaron entrenando puertorriqueños para el servicio pastoral en la Iglesia Luterana de Puerto Rico de 1905 a 1931.

## Influencia económica

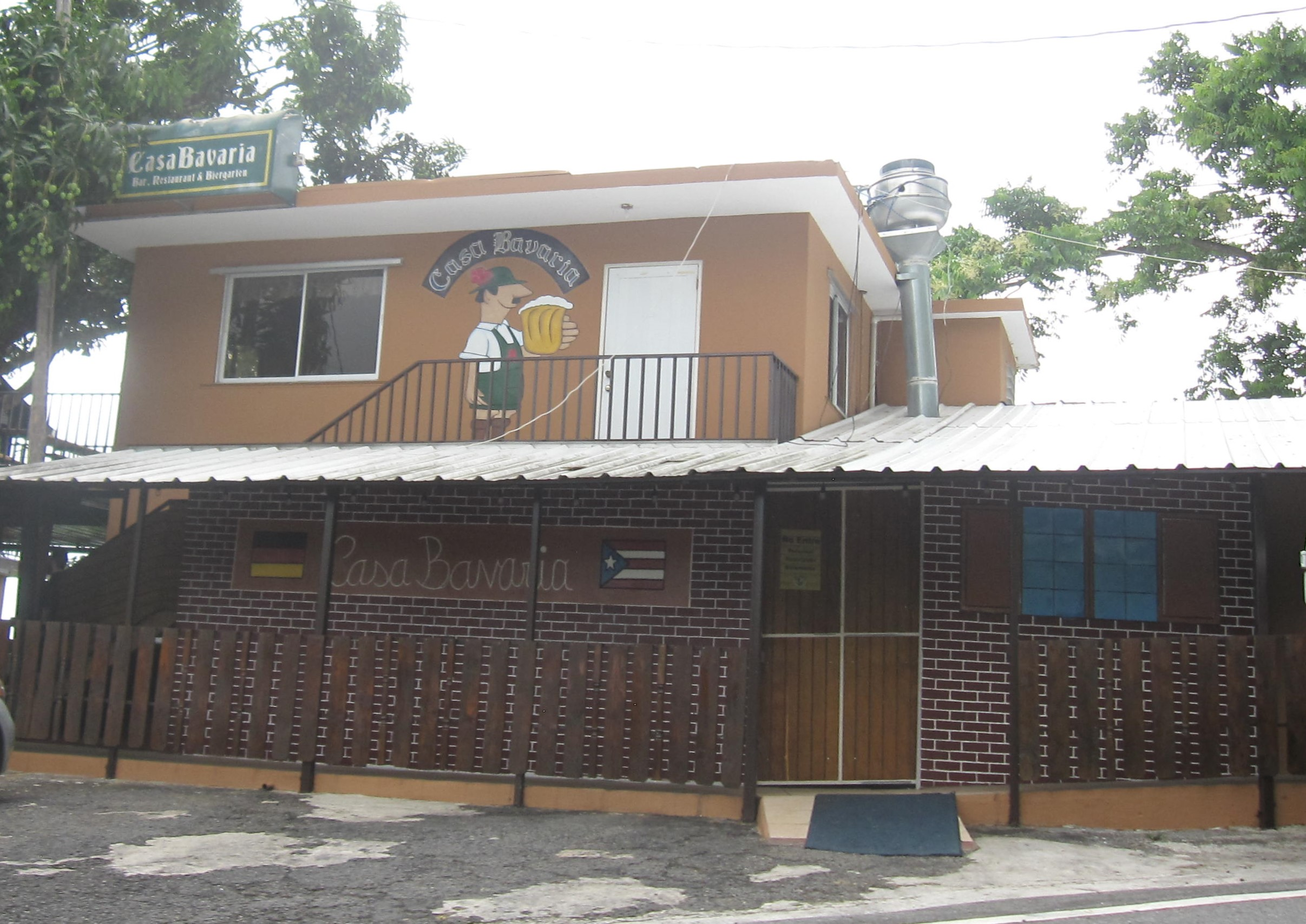
Casa Bavaria, un restaurante alemán, en la ruta PR-155 en Morovis, Puerto Rico

Los descendientes de los primeros habitantes españoles poseían la mayor parte de las tierras de la zona costera del país, sin embargo, muchos inmigrantes alemanes adinerados fueron capaces de habitar en estas áreas y establecer sus negocios en pueblos costeros como Fajardo, Arroyo, Ponce, Mayagüez, Cabo Rojo y Aguadilla. Otros que esperaron tierras al amparo de la Real Cédula de Gracias se establecieron en pueblos de la región central montañosa como Adjuntas, Aibonito y Ciales entre otros. Estos hicieron su vida en el sector agrícola y algunos llegaron a ser dueños de plantaciones de azúcar. Otros se dedicaron a la industria pesquera.
Entre estos primeros inmigrantes alemanes estaba Johann Kifenhover, quien en 1832 estableció una escuela en San Juan, y Adolfo Rauschenplatt quien fundó un negocio de exportación de azúcar. En 1915, Walter Tischer se casó con Carmen Vargas Alayón y juntos fundaron una escuela de ballet en San Juan, la cual existe hasta hoy. Algunos de los negocios fundados en Puerto Rico fueron: Mullenhoff & Korber, Frite, Lundt & Co., Max Meyer & Co. y Feddersen Willenk & Co.
Contrario a sus compatriotas establecidos en Estados Unidos en comunidades cerradas, los inmigrantes alemanes en Puerto Rico se casaron con gente de las islas y adoptaron su lengua y costumbres a través de su interacción con la sociedad en su nueva tierra.

## Documentos
Para comienzos del siglo XX, muchos de los descendientes de los inmigrantes alemanes se habían convertido en exitosos empresarios, educadores y científicos, además, estuvieron entre los pioneros de la industria televisiva puertorriqueña. El elemento alemán es más visible en los apellidos, tales como Herger y Rieckehoff. La doctora Úrsula Acosta, quien nació en Alemania, es psicóloga y profesora retirada de la Universidad de Puerto Rico en Mayagüez. Como miembro de la Sociedad Genealógica de Puerto Rico ha estudiado y escrito muchos trabajos sobre la genalogía e influencia germánicas en Puerto Rico. Entre sus trabajos están los siguientes:
- Familias de Cabo Rojo, 1983 (con David Enrique Cuesta Camacho)
- Cabo Rojo: Notas para su historia (con Antonio "Mao" Ramos Ramírez de Arellano)
- Cofresí y Ducoudray: Dos hombres al margen de la historia, Editorial Edil, Río Piedras, PR, 1991
- New Voices of Old: Five Centuries of Puerto Rican Cultural History, 1987

## Apellidos alemanes en Puerto Rico
Los siguientes son los apellidos de las primeras familias alemanas en habitar Puerto Rico:
Baltmann, Behn, Brau, Christiansen, Elvers, Fritze, Fromm, Ganslandt, Hartmann, Hau, Herger, Hoffman, Kleibring, Kifenhover, Koppel, Koppisch, Korber, Kuster, Lange, Lundt, Meyer, Miller, Mirande, Müllenhoff, Muller, Nitsche, Oppenheimer, Overmann, Piterson, Raschke, Rauschenplar, Reichard, Rieckehoff, Riefkohl, Roehrs, Roller, Sanders, Schomburg, Schnabel, Schmidt, Schröder, Schultze, Schink, Stahl, Stege, Steffens, Strubbe, Tischer, Voigt, Völckers, Wiechers, Willenk, Wirshing, Wolff, Wolmart, Zaiter.